# حرب هجينة

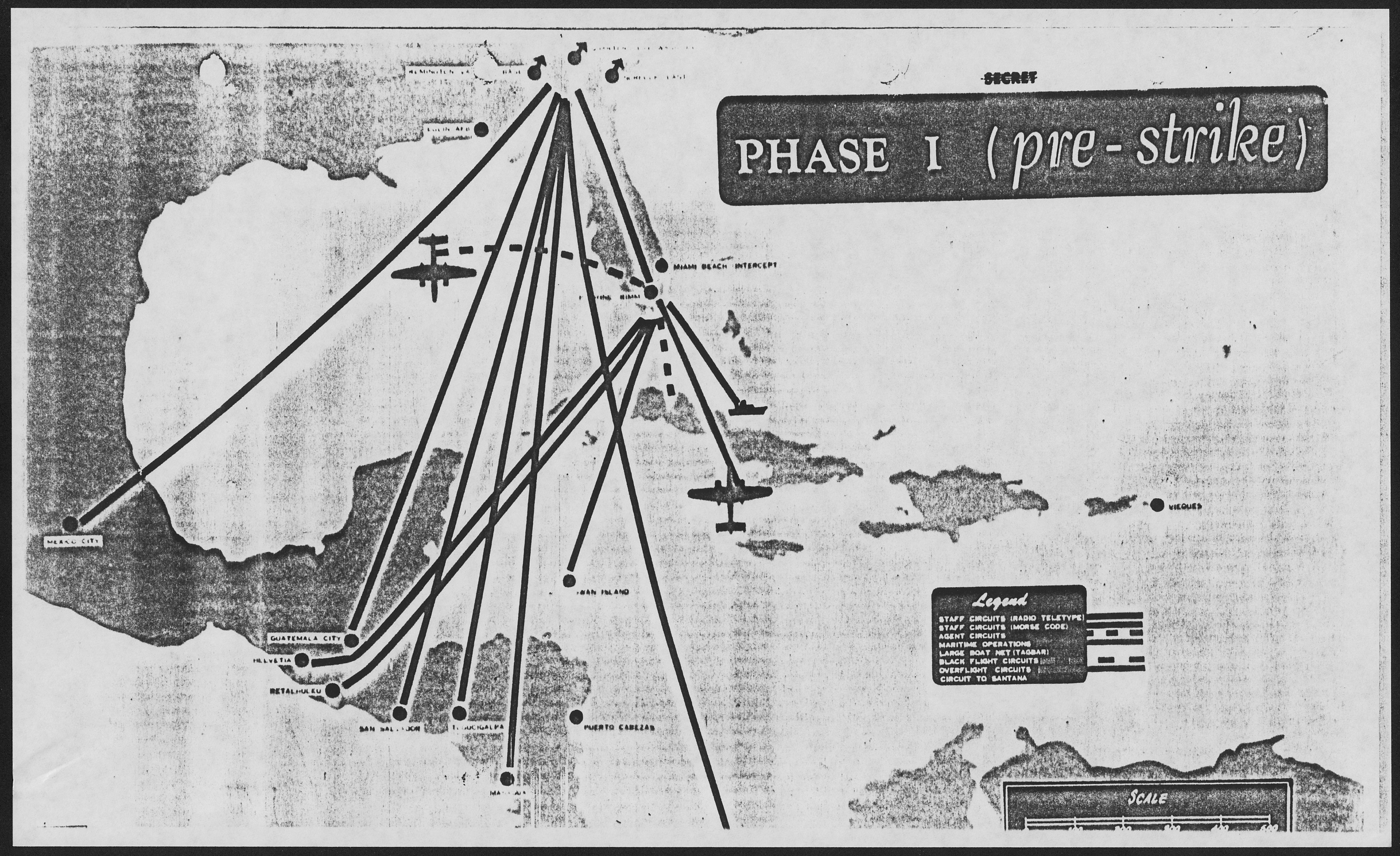

الحرب الهجينة Hybrid warfare هي إستراتيجية عسكرية تجمع بين الحرب التقليدية والحرب غير النظامية والحرب السيبرانية. يمكن تعريفها أيضًا بأنها الهجمات التي تستخدم وسائل نووية وبيولوجية وكيميائية والعبوات الناسفة وحرب المعلومات. يمكن إطلاق وصف الحرب الهجينة على الديناميكيات المعقدة في ساحة المعركة التي تتطلب ردود فعل مرنة ومتكيفة.
كتب رياض قهوجي، الرئيس التنفيذي لمؤسسة الشرق الأدنى والخليج للتحليل العسكري، أن حزب الله في لبنان «يعتبر من أنجح القوى التي طبقت الحرب الهجينة بنجاح» في حرب لبنان 2006. وجاء في مقالته أيضًا اعتماد التنظيم اللبناني على الأسلحة المضادة للدروع والسفن، والصواريخ التي هددت الجبهة الخلفية لإسرائيل، ونجحت أدوات الحزب الإعلامية في تحقيق نصر معنوي على العدو. وأشار كذلك إلى تمكن الحزب من اختراق أجهزة الاتصال التي يستخدمها الجيش الإسرائيلي والتجسس عليه ومنعه من اختراق صفوفه.
بعد اجتماع لوزراء دفاع دول حلف الناتو في 201، تحدث أمين عام الحلف يانس ستولتينبرغ عن الحرب الهجينة، مشيرًا إلى أنها «تزاوج أنواع مختلفة من التهديدات، تتضمن استخدام الوسائل التقليدية والتخريبية والسيبرانية». مشيرًا إلى أن على أعضاء الحلف العمل معًا لمواجهة الحرب الهجينة التي قد تهدد أحد الأعضاء. وفي تعليق لصحيفة الديلي ميل البريطانية، قال الأمين السابق للحلف أندرس فوغ راسموسن أن الرئيس الروسي فلاديمير بوتين «خبير في الحرب الهجينة» وأنه (بوتين) سيحاول التدخل في البلطيق لاختبار تضامن دول الحلف.

## التعريف
لا يوجد تعريف مقبول عالميًا للحرب الهجينة؛ ويجادل البعض[من؟] حول ما إذا كان المصطلح مفيدًا على الإطلاق. ويزعم البعض أن المصطلح مجرد للغاية وأنه المصطلح الأحدث للإشارة إلى الأساليب غير النظامية لمواجهة قوة متفوقة تقليديًا. ويعني تجريد المصطلح أنه غالبًا ما يُستخدم كمصطلح شامل لجميع التهديدات غير الخطية.

## انظر ايضا
- إجراءات نشطة
- حرب غير متكافئة
- قضية نيكاراغوا ضد الولايات المتحدة
- الحرب الأهلية السريلانكية
- حماية البنية التحتية الحرجة
- الدفاع السيبراني الاستباقي
- حرب غير تقليدية
- حرب الشركات
- حرب اقتصادية
- حرب نفسية
- حرب سياسية
- جريمة منظمة
- التلاعب بالإنترنت
- التعددية المتسارعة
- زعزعة الاستقرار
- المركز الأوروبي للتميز في مواجهة التهديدات الهجينة
- Cabbage tactics
- وحدة 29155

## وصلات خارجية
- الحرب الهجينة، مجلة المسلح، العميد صلاح الدين أبو بكر الزيداني. نشر في 11 يناير 2014.
- للمزيد... تتبع الرابط: www.almusallh.ly › thoughts › 375-vol-40-48